# Daniel Tjärnqvist
Daniel Tjärnqvist (ur. 14 października 1976 w Umeå) – szwedzki hokeista, reprezentant Szwecji, olimpijczyk, trener.
Jego brat Mathias (ur. 1979) także jest hokeistą.

## Kariera
- Rögle U20 (1992-1994)
- Rögle BK (1994-1996)
- Jokerit U20 (1996)
- Jokerit (1996-1997)
- Djurgårdens IF (1997- 2001)
- Atlanta Thrashers (2001-2004)
- Djurgården (2004-2005)
- Minnesota Wild (2005-2006)
- Edmonton Oilers (2006-2007)
- Łokomotiw Jarosław (2007-2008)
- Colorado Avalanche (2008-2009)
- Łokomotiw Jarosław (2009-2011)
- Djurgårdens IF (2011-2012)
- Kölner Haie (2012-2015)

Wychowanek klubu Vännäs HC. Następnie karierę rozwijał w klubie Rögle. W drafcie NHL z 1995 został wybrany przez Florida Panthers. W karierze występował w rodzimej lidze Elitserien, fińskiej SM-liiga, w NHL (sześć sezonów, 353 mecze, 90 punktów), superlidze rosyjskiej i KHL. Od maja 2012 zawodnik niemieckiego klubu Kölner Haie w lidze DEL. W styczniu 2013 przedłużył kontrakt o rok. W 2016 zakończył karierę.
Uczestniczył w turniejach mistrzostw świata w 2000, 2001, 2002, 2003, 2004, Pucharu Świata 2004 oraz zimowych igrzysk olimpijskich 2006.
W sezonie 2018/2019 był asystentem trenera w zespole Lidingö Vikings J18.

## Sukcesy
- Złoty medal mistrzostw Europy juniorów do lat 18: 1994
- Brązowy medal mistrzostw świata juniorów do lat 20: 1995
- Srebrny medal mistrzostw świata juniorów do lat 20: 1996
- Brązowy medal mistrzostw świata: 2001, 2002
- Srebrny medal mistrzostw świata: 2003, 2004
- Złoty medal zimowych igrzysk olimpijskich: 2006

Klubowe
- Złoty medal mistrzostw Finlandii: 1997 z Jokeritem
- Srebrny medal mistrzostw Szwecji: 1998 z Djurgården
- Złoty medal mistrzostw Szwecji: 2000, 2001 z Djurgården
- Srebrny medal mistrzostw Rosji: 2008, 2009 z Łokomotiwem Jarosław
- Brązowy medal mistrzostw Rosji: 2011 z Łokomotiwem Jarosław
- Srebrny medal mistrzostw Niemiec: 2013, 2014 z Kölner Haie

Indywidualne
- Elitserien 2000/2001:
  - Zdobywca gola przesądzające o mistrzostwie w finałach rozgrywek w drugiej dogrywce
  - Pierwsze miejsce w klasyfikacji kanadyjskiej wśród obrońców w fazie play-off: 11 punktów
  - Mecz gwiazd
  - Skład gwiazd
- Mistrzostwa Świata w Hokeju na Lodzie 2001:
  - Piąte miejsce w klasyfikacji asystentów turnieju: 6 asyst[5]
  - Pierwsze miejsce w klasyfikacji +/- turnieju: +12[6]
  - Drugie miejsce w klasyfikacji asystentów wśród obrońców turnieju: 6 asyst[7]
  - Czwarte miejsce w klasyfikacji kanadyjskiej wśród obrońców turnieju: 6 punktów
- Mistrzostwa Świata w Hokeju na Lodzie 2002:
  - Piąte miejsce w klasyfikacji kanadyjskiej wśród obrońców turnieju: 5 punktów[8]
  - Najlepszy obrońca turnieju
- Elitserien 2004/2005:
  - Pierwsze miejsce w klasyfikacji strzelców wśród obrońców w sezonie zasadniczym: 12 goli
- Elitserien (2011/2012):
  - Pierwsze miejsce w klasyfikacji średniego czasu przebywania na lodzie podczas meczu w sezonie zasadniczym: 26:13